# Erik Pédurand
Erik Pédurand, de son nom de scène Erik, né le 8 novembre 1985 à Pointe-à-Pitre, est un chanteur guadeloupéen dont le style se situe entre soul, gwo ka, jazz et reggae…

## Biographie
Né en Guadeloupe, à Pointe-à-Pitre, il commence le chant à l’âge de 15 ans.
En 2001, il fait la première partie de Saïan Supa Crew en concert en Guadeloupe au côté de Riddla et Fuckly.
En 2003, il participe au concours de révélation de talent, StarDom.
Venu à Paris pour poursuivre des études de langues, il rencontre Siam Lee, le compositeur arrangeur de l’album Chayé Kow et Manuel Mondésir qui a monté le label Awimusic qui va produire ce premier opus.
L'album Chayé Kow, sorti en 2008, sera apprécié à la fois par le public et les professionnels. Erik sera en effet :
- L'artiste « Coup de pouce » au Festival Villes des Musiques du Monde en 2008[1]
- Nommé Espoir Fnac Forum Mondomix 2009[2],[3]
- Artiste Révélation de l’année aux Trophées des Arts Afro Caribéens en 2009
- Gagnant du concours 9 semaines et 1 jour de France Ô (2009) [4],[5]

Erik va aussi fouler les plus grandes scènes :
- L'Olympia en 1re partie
- Les Francofolies de la Rochelle[4]
- Les scènes de Lakasa en Guadeloupe et l'Atrium en Martinique[7]
- La Scène Bastille, Le New Morning et La Cigale à guichet fermé[8]

L'album Chayé Kow (réédité en 2010 en édition collector) sera la meilleure vente d’albums aux Antilles (2010).
Erik a entamé une tournée internationale (Europe, Amérique, Afrique) en première partie du groupe Kassav,,.
En novembre 2016, Erik donne un concert au Canal 93 à Bobigny près de Paris.
En 2020, Mario Canonge et Erik Pédurand s'associent le temps d'un album Kapital, mélant les deux cultures Gwoka et Bèlè. L'album est un pamphlet, une satire, qui évoque le capital et l’argent aux Antilles.
En 2023, le chanteur Erik Pédurand est accusé par plusieurs femmes de harcèlement sexuel. Il lui est reproché d'avoir envoyé des photos non sollicitées de son sexe et des images, vidéos à caractère sexuel de femmes sans leur consentement. Au moins l'une des plaignantes lui reproche aussi des menaces physiques.

## Discographie
- 2008 : Chayé Kow
- 2010 : Chayé Kow (Edition Collector)
- 2013 : École créole
- 2016 : Tribute To Mona